# Aleurotrachelus primitus
Aleurotrachelus primitus là một loài côn trùng cánh nửa trong họ Aleyrodidae, phân họ Aleyrodinae.
Aleurotrachelus primitus được Young miêu tả khoa học đầu tiên năm 1944.